# Van Helsing (film)
Van Helsing è un film d'azione del 2004, scritto e diretto da Stephen Sommers, con Hugh Jackman e Kate Beckinsale. Il film è stato prodotto dalla Universal Pictures ed è basato sull'omonimo personaggio del romanzo Dracula di Bram Stoker (anche se il nome del protagonista nel film è cambiato in Gabriel, mentre nel libro è Abraham). La pellicola uscì nelle sale in contemporanea mondiale il 7 maggio 2004.
Oltre al Conte Dracula, antagonista di Van Helsing, nel film compaiono anche il mostro di Frankenstein, l'Uomo lupo e il dottor Jekyll e Mister Hyde, e tutte le atmosfere gotiche del cinema anni sessanta-settanta.
Il film costituisce un omaggio ai film Al di là del mistero (House of Frankenstein, 1944) e La casa degli orrori (House of Dracula, 1945) prodotti dalla Universal, nella quale figurano Dracula, il mostro di Frankenstein, l'Uomo lupo, lo scienziato pazzo e l'aiutante gobbo.

## Trama
Transilvania, 1888: il dott. Victor Frankenstein ultima la creazione della sua celeberrima creatura, aiutato dal servo gobbo Igor. Mentre il suo castello è attaccato da una folla di contadini infuriati, fa la sua comparsa il famigerato Conte Dracula, colui che ha fornito a Frankenstein gli strumenti per la creazione del mostro. Dracula gli spiega che in realtà lo ha solo aiutato per avere la sua creatura, che utilizzerà per dare vita ai suoi mostruosi figli. Victor rifiuta e il conte lo uccide mordendolo e dissanguandolo. Il mostro si alza in piedi e dopo aver preso il cadavere del suo creatore, fugge all'interno di un mulino a vento, che viene incendiato dalla folla inferocita, dopo che Igor che ha tradito lo scienziato per Dracula, accusa la creatura di aver ucciso il suo creatore . I contadini fuggono all'arrivo di Dracula e delle sue tre consorti: Aleera, Verona e Marishka, che osservano con orrore il mulino bruciare e crollare apparentemente uccidendo la creatura.
Un anno dopo, la setta segreta dei Cavalieri del Sacro Ordine della Città del Vaticano ordina a Gabriel Van Helsing, un cacciatore di mostri dal misterioso passato che ha appena ucciso Mr. Hyde (parte malvagia del Dr. Jekyll) nella cattedrale di Notre-Dame a Parigi, di recarsi in Transilvania per uccidere Dracula, così da assicurare l'accesso al paradiso alla nobile famiglia gitana Valerious il cui capostipite, 450 anni prima, aveva giurato a Dio che i suoi discendenti non avrebbero mai trovato la pace prima che Dracula non fosse stato sconfitto definitivamente. Nella missione, Van Helsing viene accompagnato dal giovane frate Carl, novizio inventore che gli fornisce le armi per sconfiggere i vampiri.
Arrivati in un tetro villaggio della Transilvania, Van Helsing e Carl incontrano la principessa Anna Valerious, il cui fratello, Velkan, è scomparso dopo lo scontro con un lupo mannaro. Van Helsing salva il villaggio da un attacco da parte delle tre mogli di Dracula (che approfittano della giornata nuvolosa per uscire allo scoperto), uccidendo Marishka sparandole delle frecce imbevute nell'acqua benedetta, mandando però su tutte le furie gli abitanti del villaggio, preoccupati per un'eventuale vendetta del Conte. Nonostante ciò, Anna decide di ospitare Van Helsing e Carl nel suo castello. 
La donna è determinata ad uccidere Dracula da sola ma Van Helsing è troppo preoccupato dal rischio della sua morte, visto che lei è l'ultima dei Valerious, e l'addormenta. Dopo essersi risvegliata, Anna trova il fratello nel castello, il quale è sopravvissuto allo scontro con il lupo mannaro, ma è stato morso da questi: ora pure lui è una bestia. Van Helsing e Anna inseguono Velkan trasformato fino al maniero appartenuto a Frankenstein, la ragazza sa di una leggenda che il conte ha una cura per la Licantropia, dove vedono Dracula e Igor (aiutati da dei mostruosi schiavi duerghi) far nascere la prole del vampiro fulminando i loro bozzoli tramite Velkan al posto del disperso Mostro di Frankenstein, scoprono inoltre che usarono il padre di Anna per il primo esperimento che falli. Nonostante l'iniziale successo, i mostruosi cuccioli di vampiro si disintegrano in breve. Mentre Van Helsing si confronta con Dracula, non riuscendo a ucciderlo e il conte sembra conoscerlo, Anna libera il fratello, che però si trasforma di nuovo in licantropo.
Mentre fuggono da Velkan, Anna e Van Helsing cadono in una grotta che si trova sotto le rovine del mulino. Il mattino seguente i due incontrano il Mostro di Frankenstein, miracolosamente sopravvissuto all'incendio. Nonostante la creatura supplichi Van Helsing di abbatterla, per impedire a Dracula di far nascere i suoi mostruosi figli, il cacciatore di demoni decide di portarla a Roma, dove sarà protetta, infatti anche se mostruoso non avverte malvagità in lui a differenza dei mostri che uccide. Van Helsing, Anna e Carl trasportano Frankenstein in carovana, ma di notte, mentre attraversano i Carpazi, il gruppo viene attaccato dalle due mogli di Dracula e da Velkan (che aveva visto precedentemente il mostro). La carrozza cade in un burrone e Verona, credendo sia quella contenente la creatura, tenta di salvarla, mentre invece è piena di esplosivo e paletti, che nell'esplosione la uccidono. La vera carrozza con il mostro viene attaccata da Velkan, e Van Helsing si trova costretto ad abbatterlo con dei proiettili d'argento, non prima di venire morso dal licantropo: ora anche lui si trasformerà durante la prossima notte di luna piena. Anna, dopo aver visto morire il fratello tornato umano e scusarsi, viene rapita da Aleera e portata a Budapest.
A Budapest Van Helsing finge di accettare uno scambio: la creatura al posto di Anna, durante una festa in maschera composta da non morti al servizio di Dracula, il quale nel frattempo si è invaghito di Anna ed è in cerca di una nuova sposa. Nonostante Anna venga salvata, la creatura viene catturata e portata via in barca. La villa di Dracula, piena di non morti, viene fatta saltare in aria da Carl, il quale utilizza una potentissima bomba di luce. 
Van Helsing, Anna e Carl ritornano nel castello di Frankenstein, dove scoprono che tutte le apparecchiature scientifiche sono scomparse. Al palazzo di Anna, Carl rivela, dopo aver trovato delle incisioni nascoste, che Dracula è in realtà il figlio dell'antenato di Anna. Dracula fu ucciso da "La Mano sinistra di Dio" durante una guerra santa, non prima però di aver fatto un Patto col diavolo, il quale gli diede una nuova vita da vampiro. Carl spiega che, sebbene l'antenato di Anna avesse fatto voto di uccidere Dracula, egli non fu in grado di uccidere un suo figlio: lo bandì invece  in una fortezza ghiacciata, ma il Diavolo donò a Dracula il potere di volare via dalla prigione. Van Helsing trova un portale per la fortezza di Dracula su un muro, e il trio decide di attraversarlo.
Mentre il mostro di Frankenstein viene trasportato in un laboratorio, dice ai tre che esiste un antidoto contro la licantropia per Van Helsing (che Dracula possiede nel caso in cui i lupi mannari al suo comando si ribellino, perché a differenza dei comuni vampiri, vulnerabili alle armi santificate, lui può essere eliminato solo dal morso di un lupo mannaro, in quanto originariamente suo naturale nemico), così il gruppo si divide: mentre Anna e Carl, ostacolati da Igor e Aleera, si impossessano del siero, Van Helsing tenta di liberare la creatura, giungendo però troppo tardi: la prole di Dracula ha preso vita. Anna uccide Aleera con una lama d'argento, mentre la creatura , liberato da Van Helsing, elimina Igor facendolo precipitare in un dirupo. Van Helsing e Dracula finalmente si incontrano. Il vampiro rivela a Van Helsing che lui è veramente l'Angelo Gabriele, la Mano sinistra di Dio, così come colui che lo ha veramente ucciso (mostrando come prova un dito amputato nella mano, quello dove portava l'anello che ora ha Gabriel) e gli offre di restituirgli tutti i ricordi che ha perduto. Van Helsing rifiuta e, allo scoccare della mezzanotte, si trasforma in un lupo mannaro e affronta Dracula, che si è trasformato invece in un grande demonio simile a un pipistrello. Van Helsing riesce infine a sconfiggerlo, provocando così la morte di tutta la sua mostruosa prole. Il lupo mannaro poi attacca Anna, che riesce a iniettargli l'antidoto, ma rimane uccisa. Tornato umano, Van Helsing piange sul corpo della donna amata mentre Carl, sopraggiunto, capisce la perdita della vittoria di Van Helsing.
Al funerale di Anna, Van Helsing percepisce l'accesso al paradiso di Anna e della sua famiglia. Rivede infatti Anna e gli altri Valerious, tra cui anche Velkan, sorridere insieme in pace. Così, mentre il cacciatore e il frate fanno ritorno a Roma, il mostro di Frankenstein, ormai libero nonostante il parere contrario dell'ordine del cardinale, si allontana su una zattera alla ricerca di un posto dove stare e, forse, qualcuno che lo ami.

## Produzione

### Riprese
Per il castello, è usato lo stesso set su cui sono stati girati Frankenstein, Dracula e L'uomo lupo, a cavallo degli anni 30 e 40.

## Incassi
Costato 148 milioni di dollari, a livello internazionale Van Helsing ha incassato poco più di 300 milioni di dollari, di cui 121 negli Stati Uniti.

## Colonna sonora
La colonna sonora composta da Alan Silvestri ha vinto il Saturn Award come miglior musica nel 2005.

## Videogiochi
Nel 2004 è stato pubblicato il videogioco Van Helsing per Xbox, PlayStation 2 e Game Boy Advance.